# スカイクラッドの観測者
「スカイクラッドの観測者」（スカイクラッドのかんそくしゃ）は、 いとうかなこの11枚目のシングル。2009年10月28日に5pb.から発売された。

## 概要
表題曲およびカップリング曲は、いずれもゲーム『STEINS;GATE』のテーマソングとなっている。

## 収録曲
1. スカイクラッドの観測者
作詞・作曲：志倉千代丸、編曲：磯江俊道
ゲーム『STEINS;GATE』オープニングテーマ
2. Another Heaven
作詞：漆野淳哉、作曲：須田悦弘、編曲：磯江俊道
ゲーム『STEINS;GATE』エンディングテーマ
3. スカイクラッドの観測者 (off Vocal)
4. Another Heaven (off Vocal)

## 収録アルバム
| 曲名                              | 収録アルバム                                       | 発売日        |
| --------------------------------- | -------------------------------------------------- | ------------- |
| スカイクラッドの観測者            | 『ChaosAttractor』                                 | 2010年1月27日 |
| Another Heaven                    | 『ChaosAttractor』                                 | 2010年1月27日 |
| スカイクラッドの観測者 Short Ver. | 『STEINS;GATE Original soundtrack+Radio CD（仮）』 | 2010年2月3日  |
| Another Heaven Short Ver.         | 『STEINS;GATE Original soundtrack+Radio CD（仮）』 | 2010年2月3日  |

## カバー
スカイクラッドの観測者
- 志倉千代丸 feat．流田Project - 2012年1月25日発売のアルバム『THE WORKS〜志倉千代丸楽曲集〜7.0』にセルフカバー楽曲「スカイクラッドの観測者 "セルフカヴァー & 流田Project バージョン"」が収録。
- 桃井はるこ - 2014年3月26日発売のアルバム『ファミソン8BIT SP〜ゲームソング編』（高橋名人×桃井はるこ名義）にカバー楽曲「スカイクラッドの観測者 8BIT Mix」が収録。
- 二宮飛鳥（青木志貴） - 2016年6月29日発売のアルバム『THE IDOLM@STER CINDERELLA MASTER Cool jewelries! 003』にカバー楽曲が収録[5]。『アイドルマスター シンデレラガールズ スターライトステージ』に、2020年7月28日から実施された『STEINS;GATE』とのコラボレーションキャンペーンの一環としてカバー楽曲が追加された[6]。
- 渋谷ハル - 「スカイクラッドの観測者 from CrosSing」が、カバーソングプロジェクト「CrosSing」の第3弾として2022年4月6日に配信開始[7]。
- Roselia（湊友希那〈相羽あいな〉）×いとうかなこ - 『BanG Dream!』プロジェクトのリアルバンドが、カバー楽曲のオリジナルアーティストと共演する「エクストラ楽曲」の第6弾として、2022年9月29日にゲーム『バンドリ! ガールズバンドパーティ!』に追加収録[8]。